# Lồ ô Trường Sơn
Lồ ô Trường Sơn (danh pháp: Bambusa polymorpha) là một loài thực vật có hoa trong họ Hòa thảo. Loài này được Munro mô tả khoa học đầu tiên năm 1868.